# Moïssala
Moïssala este un oraș din Ciad, capitala departamentului Barh Sara.